# Dactylorhiza jenensis
Dactylorhiza jenensis là một loài thực vật có hoa trong họ Lan. Loài này được (Brand) Soó mô tả khoa học đầu tiên năm 1962.